# Бабиничи (Житомирская область)
Бабиничи (укр. Бабиничі) — село на Украине, находится в Народичском районе Житомирской области на реке Жерев.
Код КОАТУУ — 1823783602. Население по переписи 2001 года составляет 127 человек. Почтовый индекс — 11431. Телефонный код — 4140. Занимает площадь 0,592 км².

## Адрес местного совета
11431, Житомирская область, Народичский р-н, с. Закусилы